# Telemundo
Telemundo es una cadena de televisión terrestre estadounidense que transmite en idioma español propiedad de Comcast a través de NBCUniversal. Es el segundo mayor proveedor de contenido en español en los Estados Unidos solo por detrás de su competidor estadounidense Univision, con programación distribuida en todo el mundo a más de 100 países en más de 35 idiomas.
El canal transmite programas y contenido original dirigido a audiencias hispanohablantes en los Estados Unidos y en todo el mundo, que consisten en telenovelas, deportes, Reality Shows, programación de noticias y películas, importadas o dobladas al español. Además, Telemundo opera a Universo, un canal de televisión de pago separado dirigido a un público hispano joven; Telemundo Digital Media, que distribuye contenido de programación original a través de los medios de comunicación, los sitios web de Telemundo y Universo; la estación de transmisión gratuita WKAQ-TV de Puerto Rico; y la división de distribución internacional Telemundo Internacional.
Telemundo tiene su sede en el suburbio de Beacon Lakes en Miami, Florida y cuenta con 1900 empleados en todo el mundo. La mayoría de los programas de Telemundo se filman en una instalación de estudio operada en Miami, donde el 85 % de las telenovelas de la red se filmaron durante 2011. El drama promedio por hora en horario estelar cuesta 70 000 USD para producirse.

## Historia
Lanzada originalmente como NetSpan en 1984, la cadena pasó a llamarse Telemundo en 1987, después de que los propietarios de la red compraran al propietario anterior de WKAQ-TV (canal 2), una estación de televisión en San Juan, Puerto Rico, con la marca Telemundo. El 28 de marzo de 1954, WKAQ-TV firmó. Fue fundada originalmente por Ángel Ramos, propietario del principal periódico de Puerto Rico en ese momento, El Mundo, y de la primera estación de radio del territorio estadounidense, WKAQ (también conocida como "Radio El Mundo"). Ramos quería mantener una marca consistente para sus propiedades mediáticas basada en el tema "mundo" y eligió marcar su nueva propiedad televisiva como "Telemundo". El 14 de abril de 1983, Ramos vendió WKAQ-TV a John Blair & Co.[cita requerida]

### Lanzamiento como NetSpan (1984–1987)
En 1984, los propietarios de WNJU (canal 47) en Linden, Nueva Jersey (que presta servicios en el área de la ciudad de Nueva York) y KSTS (canal 48) en San José, California formaron NetSpan, la segunda cadena de televisión en español en los Estados Unidos continentales. (detrás de la ya establecida Cadena Internacional Española, la precursora de Univisión). Estas estaciones se unieron a KVEA (canal 52) en Los Ángeles, dirigida por su gerente general y copropietario Joe Wallach, en 1985. Al año siguiente, el copropietario de KVEA, Reliance Group Holdings, adquirió la marca Telemundo cuando compró John Blair & Co., que también era propietaria de WSCV (canal 51) en Fort Lauderdale – Miami – West Palm Beach además de WKAQ-TV. A finales de 1986, Reliance también compró WNJU.
En 1987, los ejecutivos del Reliance Capital Group, Saul Steinberg y Henry Silverman, fusionaron todas estas estaciones en el Grupo Telemundo. La nueva corporación rápidamente se hizo pública y, en 1987, Reliance decidió cambiar el nombre de NetSpan a Telemundo. Más tarde ese año, compró estaciones adicionales en San Francisco, Houston (KTMD, canal 47) y San Antonio (KVDA, canal 60).

### Relanzamiento como Telemundo (1987–1997)
Entre 1988 y 1993, Telemundo adquirió o se afilió a estaciones de televisión en Texas (canal 52 de KFWD, en Dallas-Fort Worth, ahora afiliado de ShopHQ), Nuevo México (canal 47 de KTEL-CD, en Albuquerque), Arizona (canal 40 de KHRR, en Tucson) y Washington D. C. (W64BW, canal 64; ahora WZDC-CD en el canal 25).
En mayo de 1992, Telemundo experimentó otro cambio de gestión, nombrando al expresidente de Univisión, Joaquín Blaya, quien renunció a esa cadena después de descubrir en un expediente ante la FCC para la compra de la cadena por parte de Jerry Perenchio a Hallmark Cards que Univisión aumentaría su dependencia de la programación de Televisa y Venevisión. a niveles que lo llevaron a concluir que habría menos oportunidades para agregar programas locales en las estaciones de Univision, y posteriormente se le unieron otros cuatro ejecutivos de Univision para encabezar la cadena.
Al año siguiente, en 1993, Telemundo pasó por un rebranding extenso, introduciendo el logotipo de la letra "T" enmarcada (que ha sido utilizado por la cadena desde ese momento en varios elementos de diseño), y una campaña promocional usando el lema "Arriba, Telemundo, Arriba". La cadena también comenzó a producir sus propias telenovelas originales, las primeras en estrenarse fueron Angélica, mi vida, Marielena, Guadalupe, Señora Tentación y Tres Destinos. Los distribuidores internacionales pronto se acercaron a la cadena para obtener los derechos de distribución de estos programas en cadenas de televisión de otros países. El esfuerzo de Telemundo enfrentó un revés inicial cuando la principal emisora de México, Televisa, compró la productora Capitalvision, que había estado produciendo las telenovelas junto con la cadena. La empresa matriz Grupo Telemundo experimentó importantes desafíos financieros durante este tiempo, y se acogió al Capítulo 11 de la Ley de Quiebras en 1994, debido a una carga de deuda de más de 300 millones de dólares que la empresa debía a sus acreedores.
En un esfuerzo por aumentar sus tibios índices de audiencia y sofocar las quejas de organizaciones defensoras como la Coalición Nacional de Medios Hispanos que criticaron a ambas cadenas por no presentar contenido relacionado con los hispanos estadounidenses, Telemundo esbozó una nueva estrategia para competir mejor contra Univision amuentando la producción de programas producidos en el país. En 1995, bajo la dirección del vicepresidente ejecutivo de programación Harry Abraham Castillo, Telemundo abrió su primer estudio de cadena en la Costa Oeste. Con sede en Raleigh Studios en Hollywood, la cadena comenzó la producción diaria de tres programas en el lote ese año: La Hora Lunática, un programa de variedades y entrevistas diurno presentado por el locutor de radio de Los Ángeles Humberto Luna, los comediantes Mario Ramírez Reyes "El Comodín" y Hugo Armando, y la productora Jackie Torres; El y Ella, un programa de entrevistas diario centrado en cuestiones relacionadas con el género que fue creado y producido por Gigi Graciette, quien copresentó el programa con Antonio Farré; y Dando y Dando, un programa de juegos de participación de audiencia y los espectadores presentado por Rafael Sigler.
La primera ola de cambios importantes en Telemundo se produjo el 11 de agosto de 1997, cuando la cadena renovó su horario de máxima audiencia recortando una hora de su programación de telenovelas en dicho horario; Al mismo tiempo, los noticieros locales en las estaciones afiliadas, de propiedad y operación de la red se adelantaron una hora a las 10:00 p. m. (o 9:00, dependiendo de la zona horaria), colocándolos directamente frente a los noticieros nocturnos de Fox, WB, UPN y estaciones independientes en muchos mercados, seguidos de un noticiero nacional nocturno producido por el canal de noticias por cable CBS Telenoticias; También se agregaron películas entre las 8:00 y las 10:00 p. m. (hora del este) en ciertos días de la semana para ayudar a reforzar sus noticieros tardíos.

### Liberty Media y Sony Pictures se unen (1997–2001)
El 25 de noviembre de 1997, Liberty Media y Sony Pictures Entertainment compraron una participación mayoritaria en Telemundo al Reliance Capital Group por 539 millones de dólares, superando una oferta realizada días antes por un grupo inversor liderado por el presidente del Grupo Telemundo, Leon Black, que ya había poseído el 40,3 por ciento de la cadena a través de Apollo Global Management y permaneció como socio minoritario en el Grupo Telemundo a través de la compra; Según el acuerdo, Liberty adquirió una participación del 40 por ciento y Sony (que entró en la propiedad de la radiodifusión nacional con el acuerdo) adquirió una participación del 35 por ciento en Telemundo, con la participación restante en manos de las firmas de inversión Apollo Global Management y Bastion Capital Fund. El 25 de noviembre de 1997, varios inversionistas que poseían acciones del Grupo Telemundo presentaron una orden judicial para bloquear la venta en un Tribunal de Cancillería de Delaware, con el fin de investigar si los ejecutivos estaban defraudando a los accionistas al aceptar la oferta; esa solicitud, así como una solicitud de orden judicial separada presentada por Univision Communications, fueron rechazadas posteriormente.

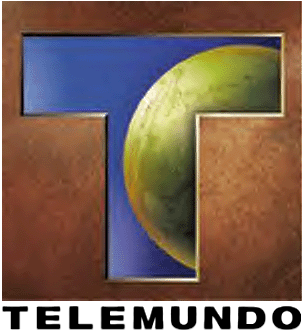
Logotipo de Telemundo utilizado desde 1997 hasta 2000. Telemundo continuó usando como KSTS hasta 2002.

Después de la venta, recibió la aprobación de la FCC el 31 de julio de 1998,Sony y Liberty formaron un holding que funcionó como una empresa conjunta 50/50 entre ambas compañías llamada: Telemundo Communications Group. Dirigida por otro equipo directivo bajo el liderazgo del expresidente de entretenimiento de CBS, Peter Tortorici, como presidente y director ejecutivo, y Nely Galán, como presidenta de entretenimiento, Telemundo exploró vías para atraer el mercado bilingüe.La cadena luego lanzó una campaña de imagen bajo el lema "Lo mejor de los dos mundos", y como parte de la campaña se colocaron varios carteles publicitarios en ciudades como Miami y San Francisco, anunciando una "nueva era" para Telemundo.
Tortorici revisó drásticamente la programación de Telemundo en un esfuerzo por aumentar su audiencia entre los espectadores de habla hispana en Estados Unidos, ya que su cuota de audiencia total había caído de más del 40 por ciento a principios de la década a menos del 20 por ciento (y sólo una cuota del 13 por ciento durante el horario de máxima audiencia) en 1998. Esta "nueva era" rompió con el modelo convencional de programación en español; los cambios realizados para la programación de 1998 a1999 incluyeron la eliminación completa de las telenovelas de su horario de máxima audiencia, citando la calidad inferior de las series dramáticas sudamericanas que venía adquiriendo en comparación con las series mexicanas de Televisa que transmitía Univisión. La programación nocturna renovada que se estrenó el 28 de septiembre de 1998 incluyó varias comedias de situación nuevas, dramas con guion tradicionales y programas de juegos con mayores valores de producción, incluidos varios programas con guion que eran remakes de series en inglés propiedad de Columbia TriStar Television (ahora Sony Pictures Television), para posicionar a la cadena como una alternativa más joven a Univision, más aculturada a los hispanos estadounidenses asimilados. Entre ellos se encontraban Ángeles, una nueva versión de Los ángeles de Charlie; Un Angel en la Casa, una comedia basada libremente en ¿Quién es el jefe?; Solo en America, una nueva versión de One Day at a Time. También se agregaron a la programación las versiones actualizadas en español de The Dating Game, The Newlywed Game y Candid Camera; y la historia procedimental Reyes y Rey. Las novelas existenes en horario de máxima audiencia de la cadena fueron relegadas a un bloque de tres horas en las mañanas de lunes a viernes, mientras que se agregaron películas en horario de máxima audiencia los martes y jueves por la noche como parte de la muestra "Cinemundo", que presenta versiones dobladas de estrenos recientes de películas estadounidenses (muchas de ellas que se obtuvieron de la biblioteca de películas de Sony).
Además, para aprovechar mejor el grupo de escritores y directores de la región, Tortorici decidió migrar la principal base de operaciones de Telemundo – transfiriendo sus divisiones de programación y administración – de Hialeah, Florida a una nueva instalación en Santa Mónica, California en diciembre de ese año, resultando en la contratación o transferencia de aproximadamente 45 empleados; más de 300 empleados más continuaron trabajando en sus oficinas de Hialeah. Los cambios resultaron ser desastrosos ya que los ratings de Telemundo de la programación renovada del horario de máxima audiencia cayeron bruscamente entre un 42 por ciento y un 8 por ciento de participación de audiencia entre los hogares hispanos, frente a la programación dominada por telenovelas en Univisión (que tenía aproximadamente una participación de 91 por ciento) en ese horario. para el período de barridos de febrero de 1999; La cadena incluso se vio obligada a transmitir numerosos comerciales de forma gratuita como parte de compensaciones contractuales con los anunciantes, lo que resultó en una pérdida de más de 1 millón de dólares en ingresos potenciales.
Después de que Tortoricci renunció a la cadena en julio de 1999, Telemundo nombró al expresidente de Universal Television, Jim McNamara, como presidente y director ejecutivo, y a Alan Sokol como director de operaciones para dirigir las suyas. Su estrategia de programación volvió a un enfoque más tradicional de la televisión en español que el concepto convencional implementado por Tortoricci. El nuevo equipo llegó a un acuerdo de programación con TV Azteca para los derechos estadounidenses de las novelas y otra programación de la emisora mexicana, y restableció un bloque de dos horas de telenovelas originarias de México, Colombia y Brasil, que luego se amplió a tres horas con el cambio de su noticieros diurnos locales y nacionales hasta el tradicional noticiero de la franja horaria de las 11:00 (o 10:00) p. m. en el 2000, como parte de su horario de máxima audiencia de lunes a viernes que resultó en la cancelación de Ángeles y Reyes el Rey. También se agregaron a la programación programas de telerrealidad, entretenimiento y revistas de noticias, mientras que las películas en horario de máxima audiencia quedaron relegadas a las noches de fin de semana.
En septiembre de 1999, Telemundo comenzó a transferir la mayor parte de sus operaciones de programación y marketing desde su sede en Santa Mónica y consolidó todas las operaciones de la cadena en sus oficinas en Hialeah. La mayor parte del personal administrativo del canal migró a las instalaciones de Hialeah, incluidos McNamara, Sokol y Galán, ya sea de manera temporal o a largo plazo, y la mayoría del resto del personal tuvo la opción de aceptar la oferta de reubicación o renunciar a la empresa; Se eliminaron algunos puestos en las instalaciones de Santa Mónica, y alrededor de una docena de trabajadores permanecieron en la oficina de la costa oeste.
Durante el mandato de McNamara, Telemundo estrenó programas como Laura en América, un programa de "charlas sobre conflictos" presentado por la abogada peruana Laura Bozzo; las telenovelas Yo Soy Betty, La Fea, protagonizada por Ana María Orozco; y una adaptación a novela de la película de comedia brasileña Xica, protagonizada por Taís Araújo; A Oscuras Pero Encendidos, el primer programa de entrevistas nocturno dirigido al mercado hispano en los EE. UU. presentado por Paul Bouche; un programa de juegos Números Rojos, presentado por Wilmer Ramírez; y el programa infantil argentino Agrandaditos. También adquirió los derechos para transmitir una serie semanal de World Wrestling Entertainment (WWE) los sábados por la noche. La cadena también celebró un acuerdo de coproducción con Columbia TriStar International Television (ahora Sony Pictures Television International) para producir telenovelas originales para el público mexicano.. La cadena también lanzó Protagonistas, una serie de telerrealidad sin guion que siguió a un grupo de 16 aspirantes a actores que vivieron juntos en un estudio de televisión de Miami durante varias semanas, en busca de la oportunidad de ganar un papel en una de las telenovelas de la cadena.

### Segunda oportunidad (2001–2009)

Logotipo anterior de Telemundo utilizado desde 2000 hasta el 7 de diciembre de 2012. Telemundo utilizado como logotipo en pantalla hasta el 8 de diciembre de 2012.

En el verano de 2001, Sony, Liberty y Reliance anunciaron que venderían Telemundo Communications Group. Entre las empresas que expresaron interés en adquirir la cadena se encuentran Viacom, la Hispanic Broadcasting Corporation, The Walt Disney Company y AOL Time Warner; Posteriormente, NBC entabló negociaciones para adquirir la cadena y sus propiedades relacionadas.El 11 de octubre de 2001, NBC (que a su vez se fusionaría con Vivendi Universal un año y medio después para convertirse en la actual NBC Universal) compró Telemundo Communications Group de Sony y Liberty Media por 1.980 millones de dólares (aumentando a 2.700 millones de dólares por el cierre de la venta) y la asunción de 700 millones de dólares en deuda, en efectivo y acciones divididas a partes iguales por la matriz de NBC, General Electric. Tras el anuncio, muchos expertos de la industria de los medios pensaron que NBC pagó de más por Telemundo, dado el menor alcance de audiencia hispana de la cadena (atrayendo alrededor del 20 por ciento de todos los espectadores hispanos en los Estados Unidos, mientras que Univisión tenía un alcance de alrededor del 80 por ciento). Jim McNamara y Alan Sokol permanecieron al frente de la cadena después de que se finalizara la adquisición el 12 de abril de 2002.
Bajo NBC, Telemundo puso mayor énfasis en la programación original y publicidad por emplazamiento, mientras que las estaciones de propiedad y operación de la cadena en mercados más grandes comenzaron a producir sus propios noticieros matutinos en un esfuerzo por volverse más competitivos en sus respectivos mercados; El logotipo "T" de Telemundo también recibió una modificación, reemplazando la esfera con un contorno curvo que de manera similar representaba un globo terráqueo. El principal competidor de Telemundo, Univisión, continuó superando a la cadena en ratings, aunque no en todos los períodos. En 2004, Telemundo Communications Group formó Telemundo Television Studios (ahora conocido simplemente como Telemundo Studios) en Miami, como parte de su expansión de programación original mediante la adquisición de la participación de RTI Colombia en su empresa conjunta Telemundo-RTI, firmando posteriormente un acuerdo para adquirir los activos operativos de su distribuidora internacional, Tepuy International (ahora Telemundo Internacional); La cadena gastó 100 millones de dólares al año en la producción de programación a mediados de la década de 2000.
Luego de la fusión de NBC Universal, Telemundo dejó de importar telenovelas de América Latina y comenzó a producir sus propios dramas, ya sea de forma independiente o mediante acuerdos de coproducción con otras productoras. Para ello, Telemundo se asoció con la productora colombiana RTI Colombia y la productora mexicana Argos Comunicación. En un esfuerzo por que sus telenovelas –que siguen el modelo mexicano– sean reconocidas por el público estadounidense y latinoamericano, Telemundo contrató a reconocidos actores y actrices de México, Colombia, Venezuela, Argentina y Puerto Rico para protagonizar sus dramas; Con el tiempo, Telemundo también comenzó a contratar actores y actrices hispanos nacidos en Estados Unidos que hablan español con fluidez. En 2005, McNamara se retiró como director ejecutivo de la red; fue reemplazado por Don Browne, quien anteriormente se había desempeñado como presidente y gerente general de WTVJ de Miami O&O de NBC (y la estación hermana de WSCV).
En marzo de 2007, NBC Universal anunció que reestructuraría la división de entretenimiento de Telemundo en un esfuerzo por reducir el dominio de los ratings de Univision.La compañía también anunció su intención de vender la estación original de Telemundo en Puerto Rico, WKAQ-TV, y la estación independiente de habla hispana KWHY (canal 22, ahora propiedad del Grupo Meruelo) en Los Ángeles para ayudar a financiar la adquisición de Oxygen Media. El 21 de diciembre de 2007, NBC Universal anunció que ya no buscaría comprador para WKAQ-TV, indicando que Telemundo Puerto Rico permanecería dentro del paraguas corporativo de NBC.

### Parte de Comcast (2011–presente)
En 2010, Comcast anunció que adquiriría una participación mayoritaria del 51 por ciento en NBC Universal por 6.500 millones de dólares; El acuerdo se completó el 28 de enero de 2011 y Comcast adquirió el control de Telemundo como parte del acuerdo. En octubre de 2011, Emilio Romano fue designado como presidente de Telemundo, cargo que manejaría hasta su abrupta renuncia a la cadena en octubre de 2013.

Primera variante del logo de Telemundo del 8 de diciembre de 2012

El 14 de mayo de 2012, Telemundo anunció que lanzaría una nueva campaña de marca que incluiría el debut de un nuevo eslogan e identidad al aire, incluido el reemplazo de su logotipo "T" enmarcado (una variante del diseño de la era de 1999, que había sido introducido por la cadena en dicho año), con un nuevo logotipo que presenta dos esferas rojas parciales que forman la "T", descrita para "capturar la dualidad de la audiencia de Telemundo, equilibrando la fuerte conexión con sus raíces latinas con su mentalidad contemporánea de vivir en los EE. UU." El nuevo paquete del logotipo y gráficos debutó al aire el 8 de diciembre de ese año.Telemundo logró tener éxito en rating durante 2012, con la telenovela Rosa Diamante, (una nueva versión de Perla Negra de Enrique Torres) y Pablo Escobar, producida por Caracol TV. Ese año, Telemundo estrenó la "novela social"  Secreteando en Facebook, con comentarios realizados en otros sitios web de redes sociales.
Durante la década de 2000, Univision también perdió varias personalidades clave del aire que pasaron a manos de Telemundo, incluida la presentadora de noticias de fin de semana María Antonieta Collins (que se fue para presentar el programa matutino Cada Día), la presentadora de Primer Impacto María Celeste Arrarás (que se convirtió en presentadora de un programa similar con formato de revista de noticias, Al Rojo Vivo) y locutores deportivos como Andrés Cantor (conocido por muchos estadounidenses por su exuberante anuncio de "¡Gol!" durante los partidos de fútbol)y Norberto Longo. A mediados de la década, Univision superó a UPN y The WB – que cerraron en septiembre de 2006 y fueron reemplazadas por The CW, que Univision también ha superado – como la quinta cadena con mayor audiencia total; desde entonces, a veces también registra una mayor audiencia en los grupos demográficos de edades clave de adultos de 18 a 34 años y de 18 a 49.
Otras personalidades clave del aire que se unieron a Telemundo desde Univisión o Televisa en la década de 2000 son Gabriela Spanic, Pedro Fernández, Kate del Castillo, Aracely Arámbula, Raúl González, Blanca Soto, Laura Flores, Ana María Canseco y Cristina Saralegui.
Continuando con el impulso en 2013 estuvieron las telenovelas La Patrona y El Señor de los Cielos,y la serie de competencia musical La Voz Kids (una adaptación en español de la franquicia The Voice con niños como concursantes), conducida por Daisy Fuentes y Jorge Bernal, con los coaches musicales Paulina Rubio, Prince Royce y Roberto Tapia. Con el debut de El Señor de los Cielos esa primavera, Telemundo también lanzó el formato "Súper Serie", una serie de telenovelas orientadas a la acción – que generalmente se transmiten durante la última hora del bloque de novelas en horario estelar de la cadena – diseñada como una reinvención del género utilizando el modelo de continuidad de múltiples temporadas común en las series dramáticas en inglés, cantidad de episodios más corta (entre 60 y 80 episodios por temporada, en comparación con las novelas tradicionales de una sola temporada, que producen entre 100 y 200 episodios en promedio) y la incorporación de historias más identificables para el público estadounidense.
Estos programas ayudaron a Telemundo a reducir su brecha de rating en el grupo demográfico clave de adultos de 18 a 49 años, disminuyendo la brecha entre las dos cadenas en un 54 por ciento entre 2010 y 2015, y Telemundo incluso venció a Univision cuatro veces durante la temporada televisiva 2014-2015 en las noches en que el primero transmitía eventos deportivos y especiales; La cadena también redujo las diferencias de rating con Univision en audiencia total bajo horario de máxima audiencia, de una brecha de 1,2 millones de espectadores en julio de 2013 a 238.000 en julio de 2015.Telemundo también comenzó a mejorar sus ratings durante el horario de las 10:00 p. m. (hora del este), luego de su transición de las novelas tradicionales al formato de "Súper Serie", con El Señor de los Cielos registrando una de las audiencias más altas de la cadena para un programa de entretenimiento, cuando el final de su segunda temporada en 2014 atrajo a 3.2 millones de espectadores en total. 
El 13 de mayo de 2014, durante la presentación inicial de la cadena 2014-2015 en el Frederick P. Rose Hall de la ciudad de Nueva York, Luis Silberwasser fue nombrado presidente de Telemundo Network, LLC, manteniendo las responsabilidades generales de la cadena Telemundo y la división de producción Telemundo Studios.
El 21 de julio de 2015, Telemundo venció a Univision por primera vez en un segmento demográfico de una sola noche, con un promedio de 969.000 espectadores y un rating de .76 en el segmento demográfico (26.000 espectadores más y un share de .2 más que los 943.000 y .74 obtenidos por Univision en horario estelar); El Señor de los Cielos 3 también venció a la novela producida por Televisa Yo No Creo En los Hombres en Univision en el segmento demográfico durante el horario de las 10:00 p. m., con un rating de 1.4 (sobre el rating de 0.7 obtenido por Yo No Creo En Hombres) y fue el programa de televisión más visto entre adultos de 18 a 49 años durante el horario de esa noche. Durante la semana del 20 al 24 de julio, Telemundo estuvo a 40.000 espectadores de superar a Univision en audiencia en horario central. En general, la cadena terminó la temporada 2014-15 registrando su audiencia total promedio más alta en horario de máxima audiencia frente a Univision con 1,46 millones, un aumento del 23 por ciento en la audiencia total anual, en comparación con los 2,29 millones de Univision y una disminución del 21 por ciento anual.

## Campaña de sindicalización
El sindicato estadounidense de artistas SAG-AFTRA comenzó sus esfuerzos de sindicalización de la cadena de televisión en español Telemundo en 2001, luego de que dicha cadena fuera comprada por NBCUniversal. Conforme al sindicato, Telemundo paga a sus actores la mitad de lo que ganan sus pares anglosajones en otros canales de NBCUniversal. El gremio también sostiene que la red no proporciona cuidados de salud a los intérpretes de sus telenovelas, no contribuye con sus pensiones ni les paga horas extras estándar; todos beneficios que sí tienen sus contrapartes en los canales de NBC en inglés.
A finales de agosto de 2016, SAG-AFTRA emitió un comercial de 30 segundos convocando a la paridad de salarios entre el talento anglosajón e hispanoparlante en NBCUniversal. El aviso se pudo ver por canales en español de Los Ángeles, Nueva York y Miami.
En marzo de 2017, la Comisión Nacional de Relaciones del Trabajo (NLRB) accedió a realizar una votación secreta entre los artistas de Telemundo, para determinar si estos deseaban sumarse al sindicato estadounidense y ganar derechos sindicales. La cuenta final en la elección llevada a cabo por la Comisión Nacional de Relaciones del Trabajo (NLRB) fue de 91 - 21 a favor de sumarse a la membresía. Marcando la primera vez en 65 años que un grupo de actores de una cadena de televisión importante busca una elección de sindicalización, este voto es un paso crítico para terminar con el doble estándar que ha existido durante décadas entre los intérpretes de habla hispana en Telemundo y sus colegas angloparlantes en NBC. Telemundo es el mayor empleador de talento en español en los Estados Unidos. La nueva unidad de negociación cubrirá a actores, dobles de acción, cantantes y bailarines que trabajan en telenovelas producidas en los Estados Unidos.

## Programación

### Subtítulos en inglés

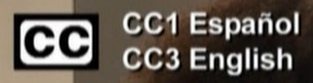
Logotipo en pantalla utilizado en programas subtitulados en español e inglés.

Telemundo ofrece subtítulos en inglés a través de subtítulos cerrados principalmente de lunes a viernes de 7:00 a 11:00 p. m. hora del este y del pacífico, durante el horario de máxima audiencia de la cadena. Los subtítulos se transmiten a través del canal de subtítulos CC3 en definición estándar y el canal de subtítulos CS2 disponible en la mayoría de los sintonizadores digitales en alta definición. La cadena produce las traducciones internamente y tiene como objetivo atraer a espectadores hispanos que tal vez no dominen el español, así como a otros que no hablan español.Los programas que incluyen subtítulos en inglés se identifican al aire mediante un gráfico digital especial en pantalla que se ve al comienzo de cada episodio, que indica los canales de subtítulos específicos en los que los espectadores pueden recibir subtítulos en español o inglés (ver a la derecha).
Telemundo fue la primera cadena en español en los Estados Unidos en incorporar subtítulos en inglés durante su programación, comenzando con los estrenos de La Cenicienta y Amor Descarado el 8 de septiembre de 2003; esto generó una pequeña y leal base de seguidores entre los espectadores de habla inglesa. Los subtítulos se suspendieron brevemente sin previo aviso el 14 de octubre de 2008, citando recortes presupuestarios realizados por NBC Universal y el cambio de la cadena de transmisiones analógicas a digitales; Los representantes de Telemundo también citaron la necesidad de concentrar recursos en su audiencia principal de habla hispana. Sin embargo, la cadena pronto revocó su decisión debido a la demanda de los espectadores a favor de los subtítulos en inglés. los cuales regresaron en todas las novelas de audiencia estelar 30 de marzo de 2009.
Los programas que incluyen subtítulos en inglés durante su transmisión original también pueden incluirlos en transmisiones repetidas que se transmiten fuera del horario de máxima audiencia de la cadena después de la transmisión original del programa en la cadena o, desde 2012, como parte del bloque de repetición de novelas nocturnas de la cadena. Algunos programas (en particular, la extinta antología erótica de larga duración Decisiones, que la cadena ahora transmite solo en reposiciones), incluyen subtítulos en inglés solo para ciertos episodios, dependiendo de cuándo se produjeron. Los programas que utilizan subtítulos en inglés consisten principalmente en telenovelas, aunque algunos programas fuera del género (como el programa judicial Caso Cerrado en horario de máxima audiencia) también se transcriben en ambos idiomas. La disponibilidad de subtítulos en inglés está limitada a la capacidad técnica de la estación local, proveedor de cable o satélite, u otro medio para difundirlos a través de la red.
Desde entonces, otras cadenas en los Estados Unidos han utilizado la práctica de proporcionar subtítulos tanto en inglés como en español. El 30 de enero de 2012, Univision comenzó a poner subtítulos en inglés CC3 en su programación nocturna (principalmente con sus telenovelas entre semana, junto con series selectas en horario estelar de fin de semana). Azteca también ponía subtítulos en inglés en ciertos programas. Y de manera inversa, tras el lanzamiento del ahora desaparecido Canal Qubo en 2007, la mayor parte de su programación incluía subtítulos en español CC3 además de sus subtítulos nativos en inglés CC1.

### Programación de noticias
La cadena opera una división de noticias, Noticias Telemundo, que produce un noticiero insignia de media hora temprano en la noche, Noticiero Telemundo, que se ha transmitido diariamente durante la mayor parte de su emisión (Telemundo también produjo un noticiero secundario, Noticiero Telemundo Internacional, hasta 2011, que se transmitía en lugar de los noticieros locales de tarde en afiliados sin su propio departamento de noticias o que optaban por adelantarse a los noticieros locales programados regularmente en ciertos días festivos). También producía el programa matutino de noticias y estilo de vida Un Nuevo Día, la serie de revistas noticiosas vespertinas Al Rojo Vivo con María Celeste y el programa de entrevistas dominical Enfoque; anteriormente la cadena producía ediciones de fin de semana de Al Rojo Vivo y Noticiero Telemundo hasta 2007, que fueron reemplazadas por largometrajes y series basadas en reality; este último volvió a la transmisión diaria con la restauración de las ediciones de sábado y domingo el 4 de septiembre de 2014.
Los inicios de la división de noticias se remontan a 1987, cuando la cadena estrenó su primer programa de noticias Noticiero Telemundo-HBC, a través de un acuerdo de subcontratación con la Hispanic-American Broadcasting Corporation, con sede en Miami. Al año siguiente, Telemundo subcontrató la producción de noticias a CNN, que produjo el Noticiero Telemundo CNN, que consta de dos noticieros diarios con sede en Atlanta que fueron presentados por Jorge Gestoso y María Elvira Salazar. Cuando Salazar aceptó un puesto como reportera del Noticiero Univisión en Miami, la ex Miss Universo chilena Cecilia Bolocco se unió a Gestoso en el noticiero de Telemundo. La encarnación final producida en Atlanta fue copresentada por Patricia Janiot. Luego de la venta de su canal de noticias por cable Telenoticias a CBS Cable a fines de 1996, Telemundo se asoció con el canal para producir noticieros vespertinos y de máxima audiencia que se transmitirían en la cadena de televisión abierta.
El exvicepresidente de CBS News, Joe Peyronnin, fundó la división de noticias de Telemundo en 1999 y fue su vicepresidente ejecutivo hasta 2006. Se crearon programas de noticias adicionales a raíz de los ataques del 11 de septiembre de 2001: Hoy en el Mundo en ABC News, presentado por Marian de la Fuente y José Díaz-Balart (también de NBC News), debutaron para informar a los espectadores sobre eventos nacionales e internacionales. Este programa y su programa complementario En la Madrugada fueron cancelados debido a la tan anunciada llegada de María Antonieta Collins desde Univisión. Cada Día con María Antonieta reemplazó estos espectáculos el 10 de octubre de 2005; Collins continuó conduciendo el programa junto con el muy utilizado Díaz-Balart, quien condujo el noticiero matutino de la cadena Noticiero Telemundo: Madrugada, que luego sería presentado por Ana Patricia Candiani, como copresentadora. Cada Día fue cancelado en mayo de 2008, luego de que Collins anunciara que dejaría Telemundo al expirar su contrato en agosto de ese año y regresaría a la conducción de noticias como resultado de los bajos ratings del programa;fue reemplazado por un nuevo programa matutino llamado ¡Levántate!, otro formato híbrido de noticias y estilo de vida, que se transmitió desde los estudios de WKAQ-TV y fue producido inicialmente por Telemundo Puerto Rico. El programa híbrido, que pasó a llamarse Un Nuevo Día en julio de 2012, originalmente incluía la participación local de la estación WSCV, propiedad y operada por Miami, de la cadena desde sus estudios en el suburbio de Miramar, Florida, y oficinas ubicadas en la ciudad de Nueva York, Los Ángeles. y Ciudad de México. Posteriormente, el programa fue renovado, eliminando los cortes locales y trasladando sus operaciones de producción a la sede de Telemundo en Hialeah, Florida, en febrero de 2011.

### Deportes
La cadena también mantiene una división de deportes, Telemundo Deportes, que reemplazó a la división operada por la cadena llamada Deportes Telemundo cuando NBCUniversal creó la división actual dentro de su NBC Sports Group en mayo de 2015.La división, responsable de la producción de contenido deportivo en Telemundo y Universo así como plataformas digitales como el servicio de streaming Peacock. Realiza la transmisión de partidos de fútbol de la Liga MX, así como juegos de clasificación olímpica. A través de acuerdos de transmisión con NBC Sports, Telemundo también posee los derechos de transmisión en español de los Juegos Olímpicos de verano e invierno y los derechos en español de los partidos de la Premier League. La cadena también produce Boxeo Telemundo, una serie semanal de boxeo nocturno que se transmite la mayoría de los viernes por la noche (excepto durante el verano) y muestra peleas de talentos emergentes del boxeo.
En 2014, Deportes Telemundo adquirió los derechos en español para transmitir la Copa Mundial Femenina y Masculina de la FIFA por 600 millones de dólares. El acuerdo, que comenzó con la Copa Mundial Femenina de 2015 y se extenderá hasta 2026, incluye derechos para los torneos asociados celebrados por la FIFA (incluidas las Copas Mundiales Sub-17 y Sub-20 y la Copa Mundial de Fútbol Playa de la FIFA), que se transmiten por televisión en Telemundo y Universo y por sus plataformas digitales como Peacock.
Además, la división también produce tres programas semanales de entrevistas y revistas relacionados con deportes para Telemundo: el programa insignia de debates y destacados deportivos Titulares Telemundo, que se transmite los sábados y domingos por la noche (y se ofrece a las estaciones de Telemundo con un retraso de media hora para acomodar noticieros locales nocturnos); el programa de deportes y estilo de vida de los domingos por la tarde, orientado a hombres, Ritmo Deportivo (que debutó en 2003 y se transmitió brevemente los sábados de septiembre de 2013 a abril de 2015); y el programa nocturno de entrevistas sobre deportes Titulares y Más (que se transmitió originalmente los jueves y viernes por la noche hasta 2014, cuando se expandió a una transmisión de cinco noches a la semana).